# Кутлерська мечеть
Кутлерська мечеть, Куртлер-Маале Джамі (крим. Qutler Maale Cami) — пам'ятка архітектури в с. Соколине у Бахчисарайському районі Автономної Республіки Крим, на лівому березі Коккозки, в частині села, що мала назву Куртлер-Маале.
Кутлерська мечеть побудована імовірно в середині XIX століття. Це приосадкувата вузька будівля, складена з Гаспринського каменю-вапняку. Мечеть має типові для того часу відмітні риси — Мальовничу полігональну кладку з каменів неправильної форми, фігурні надвіконні перемички з щільного клинчатого каменю-пісковика, симетричні фасади, великий звис покрівлі і цоколь з контрфорсних ухилом. Стару черепицю, яка покривала дах, замінили шифером. Мінарет храму був зруйнований, його залишки можна розрізнити в північно-західному куті.
Рішенням кримського облвиконкому от 15.04.1986 № 164 отримала статус пам'ятки архітектури. 2009 року Кутлерську мечеть включено до переліку пам'яток, що не підлягають приватизації. Після 2014 року пам'ятка опинилась у зоні російської окупації, а 2016 року включена до перелік культурної спадщини Росії